# Fissidens amazonicus
Fissidens amazonicus är en bladmossart som beskrevs av Ronald Arling Pursell 1988. Fissidens amazonicus ingår i släktet fickmossor, och familjen Fissidentaceae. Inga underarter finns listade i Catalogue of Life.